# Zosterornis nigrorum
Espèce
Statut de conservation UICN

 EN B1ab(i,ii,iii,iv,v) : En danger
Synonymes
- Stachyris nigrorum Rand & Rabor, 1952[2] [3]
- Stachyris nigrorum[4]
- Zosterornis nigrorum[4]

Zosterornis nigrorum est une espèce de passereaux de la famille des Zosteropidae. Elle est endémique de l'île Negros aux Philippines.

## Répartition et habitat
Cette espèce a été observée uniquement sur les monts Talinis, Kanlaon et Hapono-haponon. Elle vit dans la forêt de montagne entre 950 et 1 600 m d'altitude.